# سهل بن أبي حثمة
سهل بن أبي حثْمَة الْأنْصَارِيّ الْمَدِينِيّ وَاسم أبي حثْمَة عبد الله بن سَاعِدَة بن عَامر بن عدي بن مجدعة بن الْحَارِث بن الْخَزْرَج بن عَمْرو بن مَالك بن أَوْس، ولد سنة ثلاث من الهجرة، سكن سهل المدينة وروى عن النبي محمد وكان علي عهده صغيرا، ولكنه حفظ عنه.

## روايته للحديث النبوي
روى عنه: خوات بن جبير فِي الصَّلَاة وبشير بن يسار وَأَبُو ليلى عبد الله بن عبد الرحمن بن سهل.

## الأقوال فيه
- قال أبو حاتم الرازي: «بايع تحت الشجرة وكان دليل النبي ليلة أحد ولم يشهد بدرا».
- قال أبو حاتم بن حبان البستي: «كان ابن ثمان سنين لما قبض رسول الله صلى الله عليه وسلم».
- قال ابن حجر العسقلاني: «صحابي صغير».
- قال الذهبي: «له صحبة وأحاديث».
- قال المزي: «صاحب النبي صلي الله عليه وسلم».
- قال محمد بن إسماعيل البخاري: «له صحبة».
- قال محمد بن سعد كاتب الواقدي: «مات النبي وعمره ثمان سنين وقد حفظ عنه».